# Список вице-губернаторов Техаса
Ви́це-губерна́тор Теха́са (англ. Lieutenant Governor of Texas) является вторым по значимости (после губернатора Техаса) лицом в исполнительной власти штата. Согласно конституции Техаса, вице-губернатор является председателем (президентом) Сената штата Техас.
В XIX и XX веках срок работы вице-губернатора (как и срок работы губернатора) варьировался от двух до четырёх лет. Согласно действующей конституции штата Техас, губернатор и вице-губернатор штата избираются сроком на 4 года, и срок полномочий начинается с принятия присяги в третий вторник января соответствующего года.
Первым вице-губернатором штата Техас был Альберт Клинтон Хортон, который был избран вместе с первым губернатором Джеймсом Пинкни Хендерсоном и начал свою работу на этом посту со 2 мая 1846 года.
В ноябре 1984 года легислатурой Техаса была принята поправка к конституции штата Техас (статья 3.9a), согласно которой, если место вице-губернатора штата оказывается вакантным, то Сенат штата Техас из числа своих членов выбирает нового вице-губернатора, который будет находиться на этой должности до следующих регулярных выборов. Первым (и пока единственным) вице-губернатором Техаса, избранным сенатом штата в соответствии с этой поправкой (а не через прямые выборы), был Билл Рэтлифф. Это произошло в декабре 2000 года, в связи с тем, что тогдашний губернатор Техаса Джордж Буш-младший был избран президентом США, в результате чего вице-губернатор Рик Перри занял должность губернатора штата.
Нынешний вице-губернатор Техаса Дэн Патрик является 42-м по счёту вице-губернатором Техаса. По общей продолжительности нахождения в должности вице-губернатора Техаса лидирует Уильям Петтус Хобби-младший, который занимал этот пост в течение 18 лет, с 16 января 1973 года по 15 января 1991 года. За ним следует Дэвид Дьюхерст, который работал вице-губернатором в течение 12 лет, с 21 января 2003 года по 20 января 2015 года.
С 1846 года и по начало 1999 года, более полутора веков, вице-губернаторами Техаса становились только представители демократической партии США, если не считать Эдварда Кларка, который на выборах 1859 года формально считался независимым кандидатом, но затем, в марте 1861 года, уже в качестве демократа стал губернатором штата. Однако, в 1867—1874 годах при республиканских губернаторах Элайше Пизе и Эдмунде Дэвисе должность вице-губернатора оставалась вакантной. В 1999 году первым вице-губернатором от республиканской партии США за всю историю штата Техас стал Рик Перри.
Офис вице-губернатора находится на втором этаже восточного крыла Капитолия штата Техас в Остине (комната 2E.13) рядом с залом для заседаний Сената штата Техас. Команда помощников вице-губернатора состоит из 10 человек, куда входят советники, пресс-секретарь, ответственные за персонал, связь и финансовые вопросы и другие.

## Вице-губернаторы Техаса
Партии
 Демократическая
 Республиканская
 Независимый
| #        | Имя, годы жизни                                                        | Портрет                                              | Начало           | Окончание        | Партийность                            | Губернатор                                                | Примечания             |
| -------- | ---------------------------------------------------------------------- | ---------------------------------------------------- | ---------------- | ---------------- | -------------------------------------- | --------------------------------------------------------- | ---------------------- |
| 1        | Альберт Клинтон Хортон Albert Clinton Horton 1798 — 1865               |                                                      | 2 мая 1846       | 21 декабря 1847  | демократ                               | Джеймс Пинкни Хендерсон James Pinckney Henderson          | [ К 1 ] [ 9 ] [ 10 ]   |
| 2        | Джон Александр Грир John Alexander Greer 1802 — 1855                   |                                                      | 21 декабря 1847  | 22 декабря 1851  | демократ                               | Джордж Тайлер Вуд George Tyler Wood (1847—49)             | [ 11 ] [ 12 ]          |
| 2        | Джон Александр Грир John Alexander Greer 1802 — 1855                   | Питер Хансборо Белл Peter Hansborough Bell (1849—51) | 21 декабря 1847  | 22 декабря 1851  | демократ                               |                                                           | [ 11 ] [ 12 ]          |
| 3        | Джеймс Уилсон Хендерсон James W. Henderson 1817 — 1880                 |                                                      | 22 декабря 1851  | 23 ноября 1853   | демократ                               | Питер Хансборо Белл Peter Hansborough Bell                | [ К 2 ] [ 13 ] [ 14 ]  |
| вакантно | вакантно                                                               | вакантно                                             | 23 ноября 1853   | 21 декабря 1853  |                                        | Джеймс Уилсон Хендерсон James W. Henderson                |                        |
| 4        | Дэвид Кэтчингс Диксон David Catchings Dickson 1818 — 1880              |                                                      | 21 декабря 1853  | 21 декабря 1855  | демократ                               | Элайша Пиз Elisha M. Pease                                | [ 15 ] [ 16 ]          |
| 5        | Хардин Раннелс Hardin R. Runnels 1820 — 1873                           |                                                      | 21 декабря 1855  | 21 декабря 1857  | демократ                               | Элайша Пиз Elisha M. Pease                                | [ 17 ] [ 18 ]          |
| 6        | Фрэнсис Лаббок Francis R. Lubbock 1815 — 1905                          |                                                      | 21 декабря 1857  | 21 декабря 1859  | демократ                               | Хардин Раннелс Hardin R. Runnels                          | [ 19 ] [ 20 ]          |
| 7        | Эдвард Кларк Edward Clark 1815 — 1880                                  |                                                      | 21 декабря 1859  | 16 марта 1861    | независимый                            | Сэм Хьюстон Sam Houston\|Sam Houston                      | [ К 3 ] [ 21 ] [ 22 ]  |
| вакантно | вакантно                                                               | вакантно                                             | 16 марта 1861    | 7 ноября 1861    |                                        | Эдвард Кларк Edward Clark                                 |                        |
| 8        | Джон Макклэнахан Крокетт John McClannahan Crockett 1816 — 1887         |                                                      | 7 ноября 1861    | 5 ноября 1863    | демократ                               | Фрэнсис Лаббок Francis R. Lubbock                         | [ 23 ] [ 24 ]          |
| 9        | Флетчер Саммерфилд Стокдейл Fletcher Summerfield Stockdale 1823 — 1890 |                                                      | 5 ноября 1863    | 17 июня 1865     | демократ                               | Пендлтон Мюрра Pendleton Murrah                           | [ К 4 ] [ 25 ] [ 26 ]  |
| вакантно | вакантно                                                               | вакантно                                             | 17 июня 1865     | 9 августа 1866   |                                        | Эндрю Хэмилтон Andrew J. Hamilton                         |                        |
| 10       | Джордж Уошингтон Джонс George Washington Jones 1828 — 1903             |                                                      | 9 августа 1866   | 30 июля 1867     | демократ                               | Джеймс Трокмортон James W. Throckmorton                   | [ К 5 ] [ 27 ] [ 28 ]  |
| вакантно | вакантно                                                               | вакантно                                             | 30 июля 1867     | 15 января 1874   |                                        | Элайша Пиз Elisha M. Pease (1867—69)                      |                        |
| вакантно | вакантно                                                               | вакантно                                             | 30 июля 1867     | 15 января 1874   | Эдмунд Дэвис Edmund J. Davis (1870—74) |                                                           |                        |
| 11       | Ричард Хаббард Richard B. Hubbard 1832 — 1901                          |                                                      | 15 января 1874   | 1 декабря 1876   | демократ                               | Ричард Кок Richard Coke                                   | [ К 6 ] [ 29 ] [ 30 ]  |
| вакантно | вакантно                                                               | вакантно                                             | 1 декабря 1876   | 21 января 1879   |                                        | Ричард Хаббард Richard B. Hubbard                         |                        |
| 12       | Джозеф Сэйерс Joseph D. Sayers 1841 — 1829                             |                                                      | 21 января 1879   | 18 января 1881   | демократ                               | Оран Робертс Oran M. Roberts                              | [ 31 ] [ 32 ]          |
| 13       | Леонидас Джефферсон Стори Leonidas Jefferson Storey 1834 — 1909        |                                                      | 18 января 1881   | 16 января 1883   | демократ                               | Оран Робертс Oran M. Roberts                              | [ 33 ] [ 34 ]          |
| 14       | Фрэнсис Мэрион Мартин Francis Marion Martin 1830 — 1903                |                                                      | 16 января 1883   | 20 января 1885   | демократ                               | Джон Айрленд John Ireland                                 | [ 35 ] [ 36 ]          |
| 15       | Барнетт Гиббс Barnett Gibbs 1851 — 1904                                |                                                      | 20 января 1885   | 19 января 1887   | демократ                               | Джон Айрленд John Ireland                                 | [ 37 ] [ 38 ]          |
| 16       | Томас Бентон Уилер Thomas Benton Wheeler 1840 — 1913                   |                                                      | 19 января 1887   | 21 января 1891   | демократ                               | Лоуренс Салливан Росс Lawrence Sullivan Ross              | [ 39 ] [ 40 ]          |
| 17       | Джордж Кэссети Пендлтон George Cassety Pendleton 1845 — 1913           |                                                      | 21 января 1891   | 17 января 1893   | демократ                               | Джеймс Стивен Хогг James Stephen Hogg                     | [ 41 ] [ 42 ]          |
| 18       | Мартин Макналти Крейн Martin McNulty Crane 1855 — 1943                 |                                                      | 17 января 1893   | 15 января 1895   | демократ                               | Джеймс Стивен Хогг James Stephen Hogg                     | [ 43 ] [ 44 ]          |
| 19       | Джордж Тейлор Джестер George Taylor Jester 1847 — 1922                 |                                                      | 15 января 1895   | 17 января 1899   | демократ                               | Чарльз Калберсон Charles A. Culberson                     | [ 45 ] [ 46 ]          |
| 20       | Джеймс Натан Браунинг James Nathan Browning 1850 — 1921                |                                                      | 17 января 1899   | 20 января 1903   | демократ                               | Джозеф Сэйерс Joseph D. Sayers                            | [ 47 ] [ 48 ]          |
| 21       | Джордж Нил George D. Neal 1853 — 1916                                  |                                                      | 20 января 1903   | 15 января 1907   | демократ                               | Сэмюэл Уиллис Такер Ланэм Samuel Willis Tucker Lanham     | [ 49 ] [ 50 ]          |
| 22       | Эсбери Бэском Дэвидсон Asbury Bascom Davidson 1855 — 1920              |                                                      | 15 января 1907   | 21 января 1913   | демократ                               | Томас Митчелл Кэмпбелл Thomas Mitchell Campbell (1907—11) | [ 51 ] [ 52 ]          |
| 22       | Эсбери Бэском Дэвидсон Asbury Bascom Davidson 1855 — 1920              | Оскар Брэнч Колкуитт Oscar Branch Colquitt (1911—13) | 15 января 1907   | 21 января 1913   | демократ                               |                                                           | [ 51 ] [ 52 ]          |
| 23       | Уильям Хардинг Мэйс William Harding Mayes 1861 — 1939                  |                                                      | 21 января 1913   | 14 августа 1914  | демократ                               | Оскар Брэнч Колкуитт Oscar Branch Colquitt                | [ К 7 ] [ 53 ] [ 54 ]  |
| вакантно | вакантно                                                               | вакантно                                             | 14 августа 1914  | 19 января 1915   |                                        | Оскар Брэнч Колкуитт Oscar Branch Colquitt                |                        |
| 24       | Уильям Петтус Хобби William P. Hobby 1878 — 1964                       |                                                      | 19 января 1915   | 25 августа 1917  | демократ                               | Джеймс Эдвард Фергюсон James E. Ferguson                  | [ К 8 ] [ 55 ] [ 56 ]  |
| вакантно | вакантно                                                               | вакантно                                             | 25 августа 1917  | 21 января 1919   |                                        | Уильям Петтус Хобби William P. Hobby                      |                        |
| 25       | Уиллард Арнольд Джонсон Willard Arnold Johnson 1862 — 1923             |                                                      | 21 января 1919   | 18 января 1921   | демократ                               | Уильям Петтус Хобби William P. Hobby                      | [ 57 ] [ 58 ]          |
| 26       | Линч Дэвидсон Lynch Davidson 1873 — 1952                               |                                                      | 18 января 1921   | 16 января 1923   | демократ                               | Пэт Моррис Нефф Pat Morris Neff                           | [ 59 ]                 |
| 27       | Томас Уитфилд Дэвидсон Thomas Whitfield Davidson 1876 — 1974           |                                                      | 16 января 1923   | 20 января 1925   | демократ                               | Пэт Моррис Нефф Pat Morris Neff                           | [ 60 ] [ 61 ]          |
| 28       | Барри Миллер Barry Miller 1864 — 1933                                  |                                                      | 20 января 1925   | 20 января 1931   | демократ                               | Мириам Фергюсон Miriam A. Ferguson (1925—27)              | [ 62 ] [ 63 ]          |
| 28       | Барри Миллер Barry Miller 1864 — 1933                                  | Дэн Муди Dan Moody (1927—31)                         | 20 января 1925   | 20 января 1931   | демократ                               |                                                           | [ 62 ] [ 63 ]          |
| 29       | Эдгар Витт Edgar E. Witt 1876 — 1965                                   |                                                      | 20 января 1931   | 15 января 1935   | демократ                               | Росс Стерлинг Ross S. Sterling (1931—33)                  | [ 64 ] [ 65 ]          |
| 29       | Эдгар Витт Edgar E. Witt 1876 — 1965                                   | Мириам Фергюсон Miriam A. Ferguson (1933—35)         | 20 января 1931   | 15 января 1935   | демократ                               |                                                           | [ 64 ] [ 65 ]          |
| 30       | Уолтер Фрэнк Вудал Walter Frank Woodul 1892 — 1984                     |                                                      | 15 января 1935   | 17 января 1939   | демократ                               | Джеймс Оллред James V. Allred                             | [ 66 ]                 |
| 31       | Кок Стивенсон Coke R. Stevenson 1888 — 1975                            |                                                      | 17 января 1939   | 4 августа 1941   | демократ                               | Уилберт Ли О’Дэниел W. Lee O’Daniel                       | [ 67 ] [ 68 ]          |
| вакантно | вакантно                                                               | вакантно                                             | 4 августа 1941   | 19 января 1943   |                                        | Кок Стивенсон Coke R. Stevenson                           |                        |
| 32       | Джон Ли Смит John Lee Smith 1894 — 1963                                |                                                      | 19 января 1943   | 21 января 1947   | демократ                               | Кок Стивенсон Coke R. Stevenson                           | [ 69 ] [ 70 ]          |
| 33       | Аллан Шиверс Allan Shivers 1907 — 1985                                 |                                                      | 21 января 1947   | 11 июля 1949     | демократ                               | Бофорд Джестер Beauford H. Jester                         | [ К 9 ] [ 71 ] [ 72 ]  |
| вакантно | вакантно                                                               | вакантно                                             | 11 июля 1949     | 16 января 1951   |                                        | Аллан Шиверс Allan Shivers                                |                        |
| 34       | Бен Рэмси Ben Ramsey 1903 — 1985                                       |                                                      | 16 января 1951   | 18 сентября 1961 | демократ                               | Аллан Шиверс Allan Shivers (1951—57)                      | [ К 10 ] [ 73 ] [ 74 ] |
| 34       | Бен Рэмси Ben Ramsey 1903 — 1985                                       | Прайс Дэниел Price Daniel (1957—61)                  | 16 января 1951   | 18 сентября 1961 | демократ                               |                                                           | [ К 10 ] [ 73 ] [ 74 ] |
| вакантно | вакантно                                                               | вакантно                                             | 18 сентября 1961 | 15 января 1963   |                                        | Прайс Дэниел Price Daniel                                 |                        |
| 35       | Престон Смит Preston Smith 1912 — 2003                                 |                                                      | 15 января 1963   | 21 января 1969   | демократ                               | Джон Конналли John Connally                               | [ 75 ] [ 76 ]          |
| 36       | Бен Барнс Ben Barnes род. 1938                                         |                                                      | 21 января 1969   | 16 января 1973   | демократ                               | Престон Смит Preston Smith                                | [ 77 ]                 |
| 37       | Уильям Петтус Хобби мл. William P. Hobby, Jr. род. 1932                |                                                      | 16 января 1973   | 15 января 1991   | демократ                               | Дольф Бриско Dolph Briscoe (1973—79)                      | [ 5 ]                  |
| 37       | Уильям Петтус Хобби мл. William P. Hobby, Jr. род. 1932                | Билл Клементс Bill Clements (1979—83)                | 16 января 1973   | 15 января 1991   | демократ                               |                                                           | [ 5 ]                  |
| 37       | Уильям Петтус Хобби мл. William P. Hobby, Jr. род. 1932                | Марк Уайт Mark White (1983—87)                       | 16 января 1973   | 15 января 1991   | демократ                               |                                                           | [ 5 ]                  |
| 37       | Уильям Петтус Хобби мл. William P. Hobby, Jr. род. 1932                | Билл Клементс Bill Clements (1987—91)                | 16 января 1973   | 15 января 1991   | демократ                               |                                                           | [ 5 ]                  |
| 38       | Боб Буллок Bob Bullock 1929 — 1999                                     |                                                      | 15 января 1991   | 19 января 1999   | демократ                               | Энн Ричардс Ann Richards (1991—95)                        | [ 78 ] [ 79 ]          |
| 38       | Боб Буллок Bob Bullock 1929 — 1999                                     | Джордж Уокер Буш George W. Bush (1995—99)            | 15 января 1991   | 19 января 1999   | демократ                               |                                                           | [ 78 ] [ 79 ]          |
| 39       | Рик Перри Rick Perry род. 1950                                         |                                                      | 19 января 1999   | 21 декабря 2000  | республиканец                          | Джордж Уокер Буш George W. Bush                           | [ К 11 ] [ 80 ]        |
| вакантно | вакантно                                                               | вакантно                                             | 21 декабря 2000  | 28 декабря 2000  |                                        | Рик Перри Rick Perry                                      |                        |
| 40       | Билл Рэтлифф Bill Ratliff род. 1936                                    |                                                      | 28 декабря 2000  | 14 января 2003   | республиканец                          | Рик Перри Rick Perry                                      | [ 81 ]                 |
| 41       | Дэвид Дьюхерст David Dewhurst род. 1945                                |                                                      | 14 января 2003   | 20 января 2015   | республиканец                          | Рик Перри Rick Perry                                      | [ 82 ]                 |
| 42       | Дэн Патрик Dan Patrick род. 1950                                       |                                                      | 20 января 2015   | в должности      | республиканец                          | Грег Эбботт Greg Abbott                                   | [ 83 ]                 |

## Комментарии
1. ↑  С 19 мая по 13 ноября 1846 года Хортон был исполняющим обязанности губернатора.
2. ↑  Хендерсон освободил должность 23 ноября 1853 года, став губернатором Техаса. До 21 декабря 1853 года исполняющим обязанности вице-губернатора был временный президент сената штата Мэрион Декалб Тейлор[англ.].
3. ↑  Кларк освободил должность 16 марта 1861 года, став губернатором Техаса после отставки Сэма Хьюстона. До 9-го законодательного собрания 1861 года исполняющим обязанности вице-губернатора был временный президент сената штата Джесси Гримс[англ.].
4. ↑  Стокдейл освободил должность 17 июня 1865 года, заняв пост губернатора штата, который освободился в связи с бегством Пендлтона Мюрра после поражения Конфедерации. До 9 августа 1866 года исполняющим обязанности вице-губернатора был временный президент сената штата Роберт Генри Гуинн[англ.].
5. ↑  Джонс был отстранён от должности генералом Шериданом и должность оставалась официально вакантной до 14-го законодательного собрания 1874 года.
6. ↑  Хаббард освободил кабинет, сменив Ричарда Кока на посту губернатора Техаса 1 декабря 1876 года. До 16-го законодательного собрания 1879 года исполняющим обязанности вице-губернатора был временный президент сената штата Уэллс Томпсон.
7. ↑  Мэйс ушёл в отставку 14 августа 1914 года. До 34-го законодательного собрания 1915 года исполняющими обязанности вице-губернатора были временные президенты сената штата Винсон Коллинз, Роберт Уоррен, Джеймс Уили, Флавиус Гибсон, Райт Морроу, Чарльз Тейлор и Квинтус Уотсон.
8. ↑  Хобби освободил кабинет, сменив Джеймса Эдварда Фергюсона на посту губернатора Техаса 25 августа 1917 года. До 36-го законодательного собрания 1943 года исполняющими обязанности вице-губернатора были временные президенты сената штата Лон Смит, Уильям Дин, Джеймс Макнилус, Уиллард Джонсон, Эдмонд Дешерд и Риенци Мелвилл Джонстон.
9. ↑  Шиверс освободил кабинет, став губернатором 11 июля 1949 года. До 52-го законодательного собрания 1951 года исполняющими обязанности вице-губернатора были временные президенты сената штата Джордж Моррис, Грэди Хезлвуд[англ.] и Уордлоу Лейн.
10. ↑  Рэмси освободил должность, приняв назначение уполномоченного по железным дорогам Техаса 18 сентября 1961 года. До 58-го законодательного собрания исполняющими обязанности вице-губернатора были временные президенты сената штата Брюс Рейган, Чарльз Херринг и Калп Крюгер.
11. ↑  Перри освободил кабинет, сменив Джорджа Буша-младшего на посту губернатора Техаса 21 декабря 2000 года. С 21 по 28 декабря 2000 года исполняющим обязанности вице-губернатора был временный президент сената штата Родни Эллис[англ.].